# Ли Нана
Ли Нана́ (кит. трад. 李娜娜, пиньинь Li Nana) — китайская кёрлингистка на колясках.
В составе сборной Китая по кёрлингу на колясках двукратный чемпион мира (2023, 2025).
В «классическом» кёрлинге (команда из четырёх человек одного пола) в основном играет на позиции первого.

## Достижения
- Чемпионат мира по кёрлингу на колясках: золото (2023, 2025[3]).

## Команды
| Сезон   | Четвёртый  | Третий        | Второй      | Первый  | Запасной                                    | Турниры  |
| ------- | ---------- | ------------- | ----------- | ------- | ------------------------------------------- | -------- |
| 2022—23 | Ван Хайтао | Zhang Shuaiyu | Ян Цзиньцяо | Ли Нана | Чжан Минлян тренеры: Li Jianrui, Юэ Циншуан | ЧМК 2023 |
| 2024—25 | Ван Хайтао | Чэнь Цзяньсин | Чжан Минлян | Ли Нана | Чжан Цян тренеры: Li Jianrui, Юэ Циншуан    | ЧМК 2025 |

(скипы выделены полужирным шрифтом)

## Частная жизнь
В детстве Ли Нана заболела полиомиелитом, последствия которого привели к пожизненной инвалидности обеих ног. С 2014 года в центре подготовки спортсменов Муниципальной федерации инвалидов города Янчжоу (провинция Цзянсу) Ли Нана сначала проходила подготовку по следж-хоккею и фигурному катанию на колясках, а потом, показав свои способности в кёрлинге на колясках, перешла в этот вид спорта.